# Gunnar Eilifsen
Gunnar Eilifsen (ur. 12 września 1897 w Oslo, zm. 16 sierpnia 1943 tamże) – norweski prawnik i policjant.

## Życiorys
Dorastał w Oslo i Hamar, gdzie w 1917 roku zdał maturę. W 1922 roku ukończył studia prawnicze. Następnie pracował jako policjant w Trondheim, Kristiansund i Bergen. W 1940 roku wstąpił do Nasjonal Samling, a w październiku tego roku został mianowany szefem policji w Halden. Na przełomie wiosny i lata 1941 roku zrezygnował z członkostwa w partii, za co został zdegradowany i przeniesiony do Hønefoss, a następnie do Oslo.
9 sierpnia 1943 roku otrzymał od Bernharda Askviga polecenie przydzielenia pięciu policjantów do Statspolitiet, Eilifsen początkowo wykonał polecenie, jednak gdy dowiedział się, że policjanci mają zostać wysłani do aresztowania trzech dziewcząt, które nie stawiły się do pracy przymusowej, odwołał rozkaz. Niedługo po tym został wezwany na rozmowę do biura Askviga, do spotkania jednak nie doszło i Eilifsen został aresztowany i osadzony w areszcie Bredtveit. Dowiedziawszy się o sprawie, komisarz Rzeszy Josef Terboven zażądał skazania Eilifsena na śmierć przez norweski sąd specjalny. Specjalnie w tym celu, 14 sierpnia 1943 roku Vidkun Quisling podpisał ustawę, zgodnie z którą wszyscy norwescy policjanci, członkowie Førergarden i norweskiego SS mieli podlegać wojskowemu prawu karnemu. Ustawa ta często nazywana była „Lex Eilifsen”.
15 sierpnia 1943 roku rozpoczął się jego proces, jego obrońcą był Albert Wiesener, a w składzie sędziowskim zasiadali generałowie Karl Marthinsen i Egil Olbjørn oraz sędzia Egil Reichborn-Kjennerud. Jeszcze tego samego dnia Eilifsen został skazany na karę śmierci. Został rozstrzelany rankiem następnego dnia. W dniu jego rozstrzelania władze niemieckie aresztowały także wielu innych policjantów z całej Norwegii, domagając się od nich podpisania deklaracji lojalności, wielu z tych, którzy odmówili zostało następnie wysłanych do obozu koncentracyjnego Stutthof.

## Upamiętnienie
Jego nazwisko wymienione jest na tablicy pamiątkowej upamiętniającej poległych policjantów przed budynkiem policji w Oslo.